# Cigno nero (singolo)
Cigno nero è un singolo del rapper italiano Fedez, pubblicato il 1º marzo 2013 come terzo estratto dal terzo album in studio Sig. Brainwash - L'arte di accontentare.
La canzone ha visto la partecipazione della cantante Francesca Michielin, la quale esegue i ritornelli.

## Tracce
Testi di Federico Lucia e Francesca Michielin, musiche di Fausto Cogliati.
1. Cigno nero (feat. Francesca Michielin) – 3:21

## Video musicale
Il videoclip è stato reso visibile sul canale YouTube di Fedez il 4 marzo 2013, mentre qualche giorno prima, sempre sul canale di Fedez, era stata pubblicata un'anteprima del brano.

## Classifiche

### Classifiche settimanali
| Classifica (2013) | Posizione massima |
| ----------------- | ----------------- |
| Italia            | 8                 |

### Classifiche di fine anno
| Classifica (2013) | Posizione |
| ----------------- | --------- |
| Italia            | 41        |